# Jan Matsys

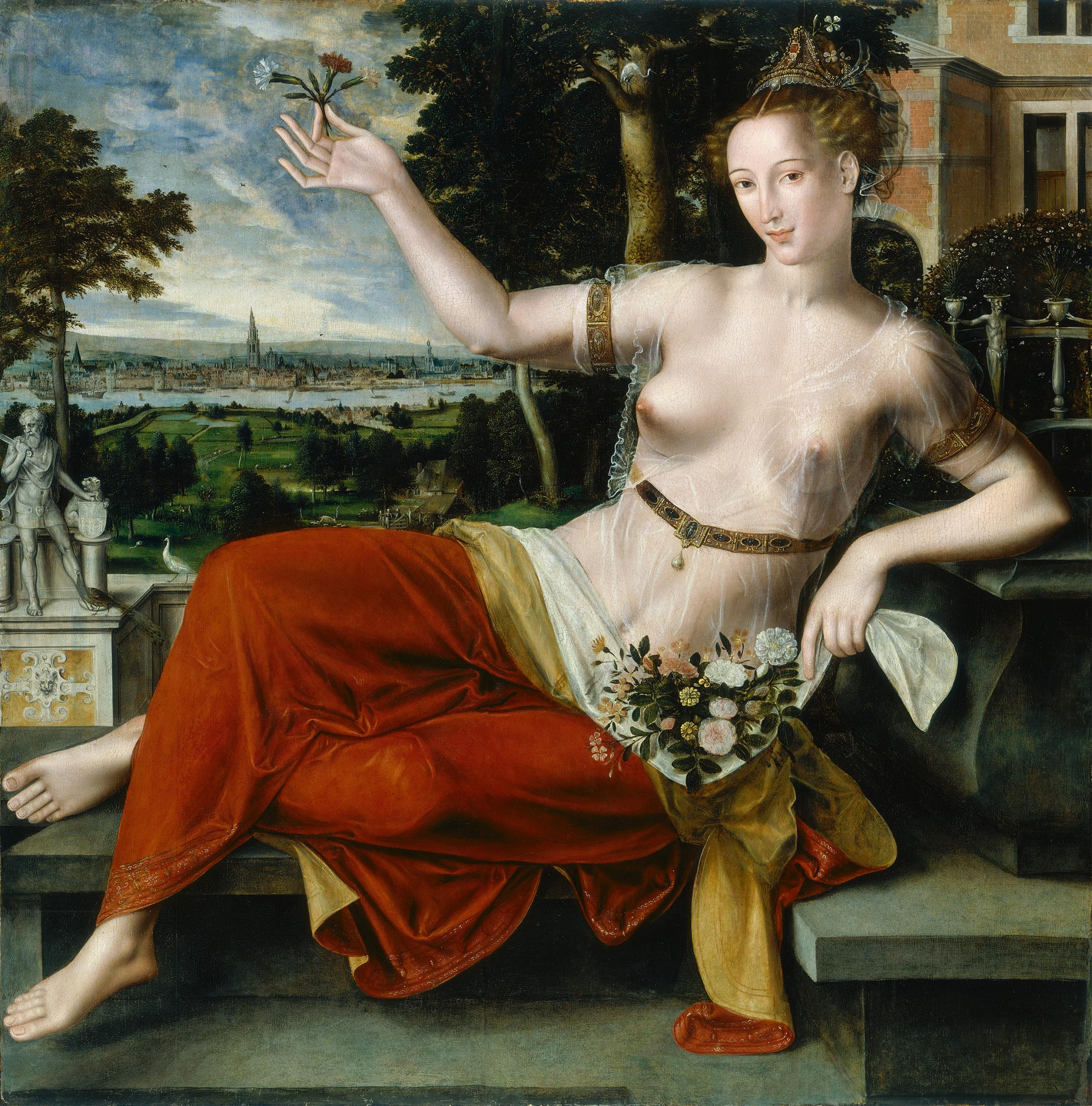
Jan Matsys - "Flora" (1559). Kunsthalle, Hamburg.

Jan Matsys (även Massys el. Metsys), född 1509 i Antwerpen, död 8 oktober 1575 i Antwerpen, var en flamländsk målare, son till Quinten Matsys.
Jan Matsys blev 1531 mästare i målargillet i Antwerpen. 1543 blev han landsförvisad för sina protestantiskt heretiska åsikter och kunde inte återvända förrän 1558. De femton åren tillbringade han i Frankrike och Italien, där han lät sig influeras av manierismen. Matsys utförde i huvudsak mytologiska verk med en något kallare kolorit än faderns.
Nationalmuseum äger tre verk av Jan Matsys, bland annat Venus Cythereia (1561).